# 小宅悠一
小宅 悠一（おやけ ゆういち、7月13日 - ）は日本の男性声優。アトリエピーチ所属。福島県出身。主にアダルトゲームをメインにゲーム作品に声をあてている。

## 出演作品

### OVA
- 真救世主伝説 北斗の拳（無法者）
- やなせたかしメルヘン劇場（村人、観客）

### ゲーム
- アルテミスブルー
- Angel Guard（ロバート＝スペンサー）
- 風ヶ原学園スパイ部っ!（阿部、店長、郁美父、教師、大佐）
- 九十九の奏〜欠け月の夜想曲〜（万年青丈）
- キミへ贈る、ソラの花（長嶺彬）
- 三国戦紀WEB（関羽[1]）
- 女系家族Ⅲ（ならず者）
- 水月 弐 〜追憶〜（守矢の父）
- 創世奇譚アエリアル（ASDF艦隊司令官代理）
- 虹翼のソレイユ（右近、左近）
- 波間の国のファウスト（滝沢和彦）
- HOTEL.（斉藤良二）
- 屋根裏の彼女（アレクサンドル・ドゥミトレスク）

### パチンコ
- CR北斗の拳（無法者）

### 朗読
- kikel.jp
  - 運命を変えた夢解き体験2・3
  - 真田幸村
  - イソップものがたり2・3
  - シンドバッドの冒険
  - 河童
  - 地獄変